# Ananteris sipilili
Espèce
Ananteris sipilili est une espèce de scorpions de la famille des Ananteridae.

## Distribution
Cette espèce est endémique de Guyane. Elle se rencontre vers Mana.

## Description
Le mâle holotype mesure 24,4 mm et les femelles entre 28,4 et 31,3 mm.

## Systématique et taxinomie
Cette espèce a été décrite par Ythier, Chevalier et Lourenço en 2020.

## Étymologie
Le nom d'espèce fait référence au mot scorpion en langue kali'na.

## Publication originale
- Ythier, Chevalier & Lourenço, 2020 : « A synopsis of the genus Ananteris Thorell, 1891 (Scorpiones: Buthidae) in French Guiana, with description of four new species. » Arachnida – Rivista Aracnologica Italiana, vol. 28, p. 2-33.